# Knickenhagen (Bad Wünnenberg)

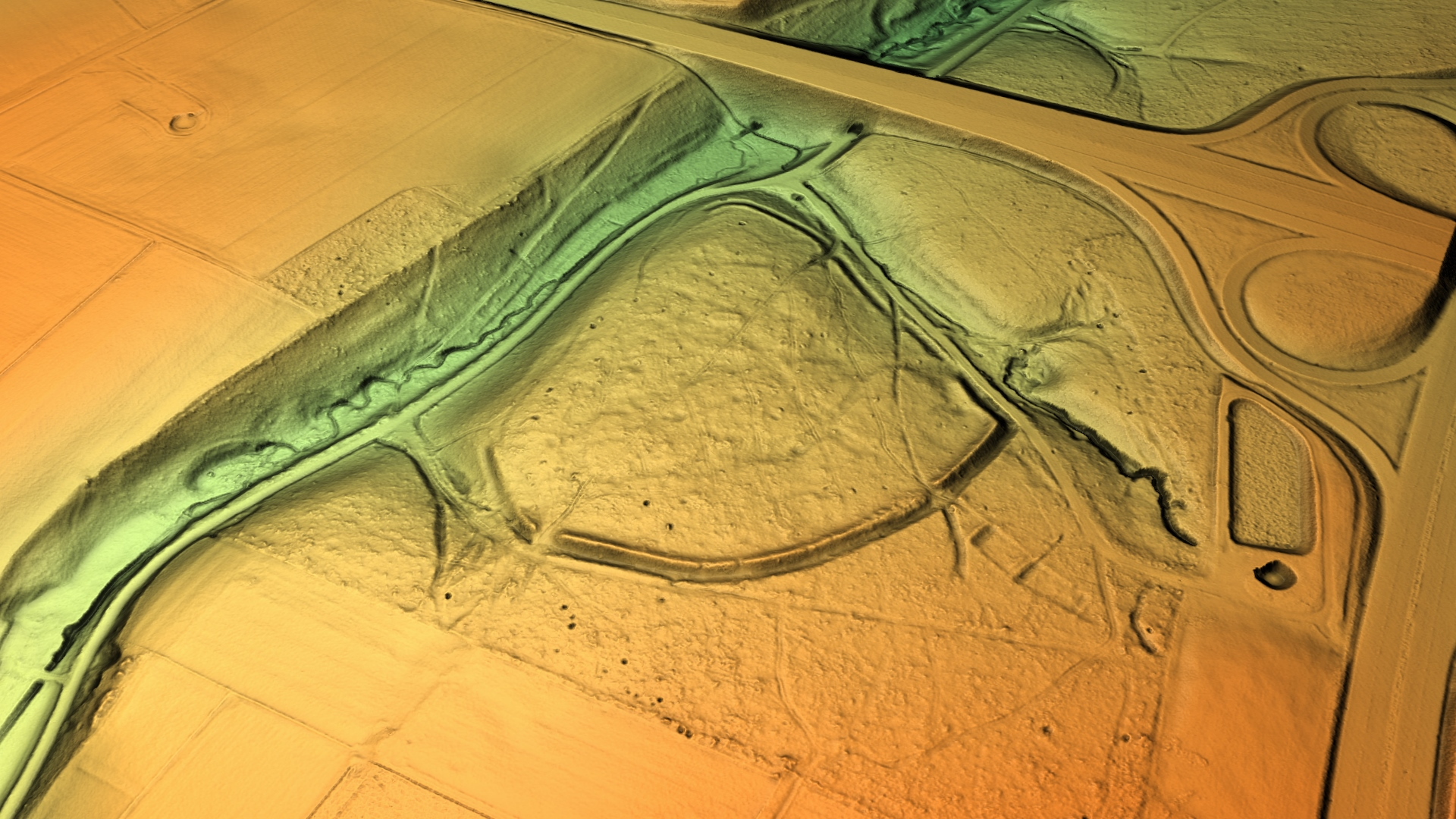
3D-Ansicht des digitalen Geländemodells

Knickenhagen ist eine spätmittelalterliche Wüstung und Befestigungsanlage am Nordwestrand von Haaren, einem Stadtteil von Bad Wünnenberg im Kreis Paderborn in  Nordrhein-Westfalen.

## Geschichte
Die Siedlung Knickenhagen erscheint erstmals 1334 in der schriftlichen Überlieferung. Vor 1439 ist sie aufgegeben worden und wüst gefallen. 1451 findet sich im Kopiar des Klosters Böddeken die Bezeichnung als „Fliehburg“. Die Burg verdankt angeblich ihre Entstehung der Vertreibung von Bauern aus dem Sintfeld und anderen Orten. Schlussendlich sollen sie auch von diesem Ort vertrieben worden sein, so dass er verödete. Dies ist die einzige Schriftquelle, die Ortsangaben enthält und bei der somit ein Bezug auf diese Anlage gesichert ist. Nach dieser Überlieferung wäre somit an der Stelle eines untergegangenen Dorfes kurz darauf eine Befestigung als Fliehburg für die durch die zahlreichen spätmittelalterlichen Fehden im Paderborner Land gebeutelten Bauern angelegt worden.
Eine durch die Westfälische Altertumskommission vor 1920 durchgeführte Ausgrabung erbrachte neben Keramik des 13./14. Jahrhunderts auch frühmittelalterliche Scherben. Eine spätmittelalterliche Wiedernutzung einer ursprünglich frühmittelalterlichen Wallburg kann beim gegenwärtigen Forschungsstand somit nicht ausgeschlossen werden. Die entsprechenden Funde stammen aber nicht aus der Befestigung selbst, so dass die Wall-Graben-Anlage im Prinzip undatiert ist.

## Beschreibung
Die auf einem spornartigen Plateau zwischen zwei Bachläufen liegende Befestigungsanlage ist etwa 290 × 270 m groß. Sie besteht aus einem 2–4 m hohen Wall, der auf seiner Außenseite von einem 7 m breiten und 2 m tiefen Spitzgraben begleitet wird. Der Wall besteht offensichtlich ausschließlich aus dem Grabenaushub ohne Holzeinbauten oder Verstärkungen in Form von Trockenmauerwerk. Der Wall fehlt auf der Westseite, entweder wegen des steileren Geländes oder weil er dort durch spätere Wegetrassen zerstört wurde. Im Norden und Süden liegt jeweils ein altes Tor, bei dem eine Erdbrücke den Graben unterbricht. Bei der Ausgrabung fand sich in der Grabenspitze eine Brandschicht, die von einer hölzernen Befestigung (Palisade?) auf dem Wall stammen könnte. Die Untersuchung von einigen kleineren Hügeln im Innern deckte mehrere Backöfen auf. Im Geländerelief sichtbare Terrassen und Gruben stellen vermutlich weitere Siedlungsspuren dar. Die Funde von Eisenschlacken zeugen von handwerklichen Tätigkeiten. Angeblich ist die Anlage nie fertig gestellt worden, doch bedarf diese Feststellung noch einer Verifizierung.